# Freudenberg (Renania Settentrionale-Vestfalia)
Freudenberg è una città di 17 677 abitanti della Renania Settentrionale-Vestfalia, in Germania.
Appartiene al distretto governativo (Regierungsbezirk) di Arnsberg ed al circondario (Kreis) di Siegen-Wittgenstein (targa SI).